# Tetramorium zapyrum
Tetramorium zapyrum är en myrart som beskrevs av Bolton 1980. Tetramorium zapyrum ingår i släktet Tetramorium och familjen myror. Inga underarter finns listade i Catalogue of Life.